# Stranger (星野源のアルバム)
『Stranger』（ストレンジャー）は、2013年5月1日に発売された、星野源の3枚目のアルバム。

## 概要
- アルバムとしては前作「エピソード」から約2年4か月ぶりのリリース。初動は4.3万枚を記録し、SAKEROCKを含め自身最高となる2位を記録した。

## 収録曲
全作詞・作曲・編曲：星野源
1. 化物（2:27）
舞台で共演経験のある歌舞伎俳優の十八代目 中村勘三郎へ宛てた曲。
テレビ東京系列バラエティー番組『あちこちオードリー』エンディングテーマ。
2. ワークソング（3:24）
  - ストリングスアレンジ：岡村美央、星野源
  - ホーンアレンジ：武嶋聡
3. 夢の外へ（3:51）
  - ストリングスアレンジ：岡村美央、星野源

3rdシングル。
資生堂アネッサ2012CMソング。
4. フィルム（4:49）
  - ホーンアレンジ・ストリングスアレンジ：星野源、武嶋聡

2ndシングル。
映画『キツツキと雨』主題歌。
5. ツアー（3:31）
6. スカート（3:27）
  - ホーンアレンジ：武嶋聡
7. 生まれ変わり（3:54）
  - コーラスアレンジ：星野源、高野寛

第一生命CMソング。
8. パロディ（4:21）
  - ホーンアレンジ：武嶋聡

3rdシングル「夢の外へ」のカップリング曲。
映画『ぱいかじ南海作戦』主題歌[1]。
9. 季節（3:59）
4thシングル「知らない」のカップリング曲。シングルの時とアウトロが異なる。
10. レコードノイズ（5:00）
11. 知らない（4:54）
  - ストリングスアレンジ：岡村美央、星野源

4thシングル。
12. ある車掌（4:10）
  - ストリングスアレンジ：岡村美央、星野源

NHK Eテレ『おじゃる丸 銀河がマロを呼んでいる〜ふたりのねがい星〜』エンディングテーマ。
13. Stranger（2:32）
前曲からトラック数が変わり、16秒の無音を経てカセットテープで録音したと思われるテープのヒスノイズが始まり、19秒からギター演奏が始まる。いわゆる「隠しトラック」扱いの曲。ジャケットや公式サイトの曲目には曲名が書いておらずパソコンで読み込んだ際も「[Secret track]」と出るが、映像作品『ツービート in 横浜アリーナ』や配信版のアルバムでは「Stranger」というタイトルが明かされている。また、JASRACに登録されている作品名も、「Stranger」である。アコースティックギター弾き語り。

## 参加ミュージシャン
- 星野源：Vocal, Guitars, Marimba, Steel Pan, Piano, Tambourine, Chorus, Handclap
- 伊藤大地：Drums, Handclap (#1-5.7.8.10.11.12)
- 伊賀航：Bass, Handclap (#1-5.7.8.10.11.12)
- 野村卓史：Piano, Organ, Fender Rhodes, Handclap (#1.2.3.7.8.10.11.12)
- 高田漣：Pedal Steel, Handclap (#3.11)
- 池田貴史：Piano, Handclap (#4)
- 神谷洵平：Drums (#9)
- ハマ・オカモト：Bass (#9)
- 岡村美央：Violin (#2.3.4.11.12)
- 伊能修、伊勢三木子：Violin (#2.3.11.12)
- 杉野裕：Violin (#2.3.11)
- 吉田翔平：Violin (#3.11)
- 黒木薫、加藤玲名：Violin (#2)
- 下川美帆：Violin (#2.12)
- 萩原薫：Viola (#2.3.11.12)
- 菊地幹代：Viola (#2.11)
- 舘泉礼一：Viola (#3)
- 橋本歩：Cello (#3.4.11.12)
- 笠原あやの：Cello (#2.3)
- 今井香織：Cello (#2)
- 増本麻理：Cello (#11)
- 武嶋聡：Clarinet, Alto Sax, Tenor Sax, Flute (#2.4.6.8)
- 川崎太一朗：Trumpet, Flugelhorn (#2.4.6.8)
- 滝本尚史：Trombone (#2.4)
- 庄司知世：Horn (#2.4)
- 後関好宏：Baritone Sax (#2.8)
- 木村仁哉：Tuba (#2)
- 石戸谷斉：Trombone (#8)
- オラリー：Chorus (#3.7.8)
- 高野寛・辻村豪文・サイトウ"JxJx"ジュン・青葉市子：Chorus (#7)
- 髙城晶平・荒内佑・橋本翼：Chorus (#8)